# Juan de Valdés
Juan de Valdés (Cuenca, 1505 circa – Napoli, tra il 16 e il 20 luglio 1541) è stato un teologo, scrittore e riformatore spagnolo.

## Biografia

### La famiglia
Era figlio di Fernando de Valdés, regidor perpetuo, ossia governatore, di Cuenca in Castiglia dal 1482 al 1520. Sua madre era originaria di una famiglia di ebrei convertiti al cristianesimo e lo zio materno, il prete Fernando de Barreda, nel 1491 era stato arso al rogo come relapso, ossia riconvertito all'ebraismo. Anche il padre di Juan, del resto, e il fratello maggiore Andrés furono puniti dall'Inquisizione.
Un fratello, forse gemello, Alfonso, fu segretario di Stato di Carlo V dal 1524 fino alla sua morte, nel 1532 a Vienna.

### Primi contatti con le correnti riformiste
Nel 1523 era a servizio nella casa di Escalona di don Diego López Pacheco, marchese di Villena, duca di Escalona e conte di San Esteban, che riuniva intorno a sé una piccola corte di nobili e intellettuali; qui poté ascoltare l’alumbrado Pedro Ruiz de Alcaraz, predicatore laico del marchese. Gli alumbrados erano un movimento spirituale spagnolo del XVI secolo vicino a idee che vedevano predominante l'aspetto mistico e il legame intimo e diretto con Dio. Probabilmente Juan de Valdés, già vicino all'Erasmismo, venne positivamente colpito da questa corrente.
Lasciata Escalona dopo l'arresto, nel febbraio del 1524, dell'Alcaraz, che sarà processato dall'Inquisizione di Toledo e condannato all'ergastolo, Juan fu, forse, con il fratello Alfonso presso la corte imperiale in Andalusia, dove avrebbe conosciuto l'arcivescovo di Granada Pedro de Alba, e dal 1526 studiò, all'Università di Alcalá de Henares, greco, ebraico, latino, letteratura spagnola e italiana.
I suoi insegnanti erano profondamente influenzati dal pensiero di Erasmo; lo stesso fondatore dell'Università, il cardinale francescano Francisco Jiménez de Cisneros (1436-1517) aveva invitato, per quanto invano, l'umanista olandese a recarsi ad Alcalá. Professore di greco era Francisco de Vergara, fratello di Juan de Vergara, che verrà denunciato nel 1530 all'Inquisizione con l'accusa di essere alumbrado e luterano. Anche Juan de Valdés era in corrispondenza con Erasmo, che mostrava di conoscere anche il fratello Alfonso, e si compiaceva con lui, in una lettera del 1º marzo 1528, di saperlo studente dell'Università. In quel periodo l'influenza di Erasmo era ampia anche presso la stessa corte di Carlo V.
In questo periodo scrisse la sua opera forse più importante: il Diálogo de doctrina christiana.

### In Italia
A Roma nell'agosto del 1531, diviene cameriere segreto di papa Clemente VII e segretario imperiale, con il privilegio di esenzione dalle gabelle in occasione del suo viaggio a Mantova nell'ottobre 1532 e poi a Bologna, dove Carlo V è incoronato da Clemente VII e lo raggiunge la notizia della morte a Vienna del fratello Alfonso.
Non vi sono notizie sulla sua attività romana; nell'autunno del 1533 Juan è a Napoli, per succedere ad Alfonso nell'incarico di archivario, che tuttavia non gli viene accordato, ma è ricompensato con una indennità di 1.000 ducati. L'anno successivo, alla morte di un altro fratello, Diego, ottiene di ereditare le rendite di due chiese in Spagna, cosa che fa ritenere che Juan avesse ricevuto gli ordini minori, necessari per poter percepire quei benefici.
Stabilitosi definitivamente a Napoli alla morte di Clemente VII, a cui successe Paolo III, mantenne corrispondenze tanto con la corte imperiale che con il viceré Don Pedro de Toledo.
In questo periodo scrisse il Diálogo de la lengua, che fu pubblicato solo nel 1736. La funzione innovativa del libro, che si propone come un dialogo fra lo stesso Valdés e tre interlocutori italiani, è di porre la lingua spagnola allo stesso livello delle altre lingue di prestigio, dando a essa norme e regole, definendone la pronuncia e stabilendone i rapporti con il latino. Valdés vi esprime altresì il proprio ideale di stile, fondato sul linguaggio parlato, sulla semplicità e la precisione dell'espressione.

## Il circolo valdesiano di Napoli
La sua casa alla Chiaia divenne un circolo letterario e religioso, e le sue conversazioni e le sue opere, che circolarono manoscritte, stimolarono il desiderio di una riforma spirituale della Chiesa. Tra i frequentatori della sua casa si ricordano, fra i tanti, l'arcivescovo di Otranto Pietro Antonio di Capua, Galeazzo Caracciolo, Caterina Cybo, il vicario generale dell'ordine dei cappuccini Bernardino Ochino, il frate guardiano dell'Ordine dei francescani di Firenze Michelangelo Florio, il vescovo di Bergamo Vittore Soranzo, Bartolomeo Spadafora, il vescovo di Cheronissa Giovanni Francesco Verdura, Pietro Martire Vermigli. Secondo la testimonianza resa il 7 marzo 1564 da Francesco Alois, condannato come luterano, fra i simpatizzanti di Juan Valdés bisogna includere anche Nicola Maria Caracciolo (1512-1568), vescovo di Catania, che nel testo del suo sinodo diocesano, scritto in lingua volgare, dimostra una spiritualità vicina agli "alumbrados". Ma su tutti spiccano Pietro Carnesecchi, Marcantonio Flaminio, Mario Galeota, Isabella Bresegna, Vittoria Colonna e Giulia Gonzaga, ai quali si deve la conservazione e la trasmissione dei manoscritti del Maestro.
Il suo influsso fu grande sui temi dei sermoni dell'Ochino e sul Carnesecchi che, conosciutolo già a Roma come «modesto e compito cortigiano», lo ritrovò a Napoli nel 1540 «tutto dedito a studiare le Sacre Scritture» facendo introduzioni, commenti e traduzioni in spagnolo dall'ebraico e dal greco. Carnesecchi gli attribuisce l'adozione della dottrina evangelica della giustificazione per la sola fede e, insieme, il rifiuto dello scisma luterano.
La sua morte disperse la compagnia; perduta la speranza di riformare il cattolicesimo, Ochino e Vermigli lasciarono l'Italia. Alcuni scritti di Valdés furono gradualmente pubblicati in italiano. I testi, mostrando originalità e penetrazione, uniscono una vena delicata di spiritualità al fascino personale della personalità dell'autore. Si trovano influssi del Tauler e Del Benefizio di Gesù Cristo Crocefisso, scritto da fra Benedetto di Mantova e rivisto da Marcantonio Flaminio, autori che Valdés conobbe personalmente.
Oltre il dialogo De doctrina christiana, in Italia lo scritto principale di Valdés fu l'Alphabeto christiano, che insegna la vera via d'acquisire il lume dello Spirito santo, tradotto da Marcantonio Flaminio e pubblicato a Venezia nel 1545, che ebbe una notevole popolarità nel mondo riformato italiano.
Scrisse inoltre un catechismo, Qual maniera si dovrebbe tenere a informare insino della fanciullezza i figliuoli de Christiani delle cose della religione, pubblicato a Roma nel 1545, le Dimande et risposte, le Cento e dieci divine Considerazioni, un commento al Vangelo secondo Matteo e i Commentari ai Salmi.

## Pensiero religioso
Juan de Valdés era un profondo erasmiano, e come tale era convinto del valore dell'uomo e della sua capacità di trovare nel proprio intimo la forza per elevarsi a Dio. Tuttavia, sotto le influenze dell'Alumbradismo e della mistica francescana, raggiunse una posizione fortemente spiritualistica che considerava nell'uomo l'incapacità d'investigare la sfera divina senza fare appello anche alla fede oltre che alla ragione.
D'altro canto Juan de Valdés superava queste due correnti mistiche e non professava l'abbandono passivo a Dio, sottomettendo il volere umano a quello divino.
Questi concetti riassumono le stesse posizioni dell'Umanesimo cristiano, che ebbe proprio in Erasmo da Rotterdam l'esponente maggiore.

### Opere
- Diálogo de doctrina christiana, 1529
- Diálogo de la Lengua, 1533
- Qual Maniera si devrebbe tenere a il jornare [...] gli figliuoli de Christiani delle Cose della Religione, 1545
- Comentario Breve [...] sobre la Epistola de San Pablo a los Romanes, Venezia, 1556

### Traduzioni italiane
- Diálogo de doctrina christiana, Venezia, 1545
- In che maniera il Christiano ha da studiare nel suo proprio libro, il Modo che si de tenere nell'insegnare et predicare il principio della religione Christiana, circa 1545
- Cinque Trattatelli Evangelici, Roma, 1545
- Alfabeto christiano, Venezia, 1545
- Diálogo de la Lengua, Madrid, 1737

### Studi
- Edmondo Cione, Bibliografia di Juan de Valdes, Bari, G. Laterza e Figli, 1937.
- Edmondo Cione, Juan De Valdés. La sua vita e il suo pensiero religioso, Bari, G. Laterza e Figli, 1938
- Delio Cantimori, Eretici italiani del Cinquecento, Firenze, Sansoni, 1939
- Nello Caserta, Juan de Valdes e i valdesiani a Napoli, Napoli, AGAR, 1959
- Frederic C. Church, I riformatori italiani (1932), Milano, Il Saggiatore, 1967
- Massimo Firpo, Tra alumbrados e "spirituali". Studi su Juan de Valdes e il valdesianesimo nella crisi religiosa del ‘500 italiano, Firenze, Olschki, 1990 ISBN 88-222-3815-X
- Massimo Firpo, Dal Sacco di Roma all'inquisizione. Studi su Juan de Valdés e la Riforma italiana, Alessandria, Edizioni dell'Orso, 1998 ISBN 88-7694-336-6
- Bruno Toscano, Alumbrados y deslumbrados: la fortuna di Valdés nella cerchia di Michelangelo in Italia e Spagna tra Quattrocento e Cinquecento a cura di Pina Rosa Piras e Giovanna Sapori, Roma, Aracne, 1999, pp. 169–190